# Richard Chenevix Trench
Richard Chenevix Trench, född den 9 september 1807 i Dublin, död den 28 mars 1886 i London, var en irländsk kyrkoman och författare. 
Trench studerade teologi och blev präst, senare domprost i Westminster och 1864 anglikansk ärkebiskop i Dublin. Efter att i sin ungdom ha utgivit några diktsamlingar: Justin Martyr, and other Poems, Elegiac Poems och Poems from Eastern Sources, genom vilka han visade sig vara en talangfull elev till Wordsworth, ägnade han sig åt språkliga studier och utgav The Study of Words (1851), English, Past and Present (1855) samt A Select Glossary of English Words (1859), vilka alla blev upptryckta åtskilliga gånger. Hans föredrag On some Deficiencies in our English Dictionaries (1857) gav den första impulsen till den stora ordboken Oxford English Dictionary.